# Sentier pieds nus

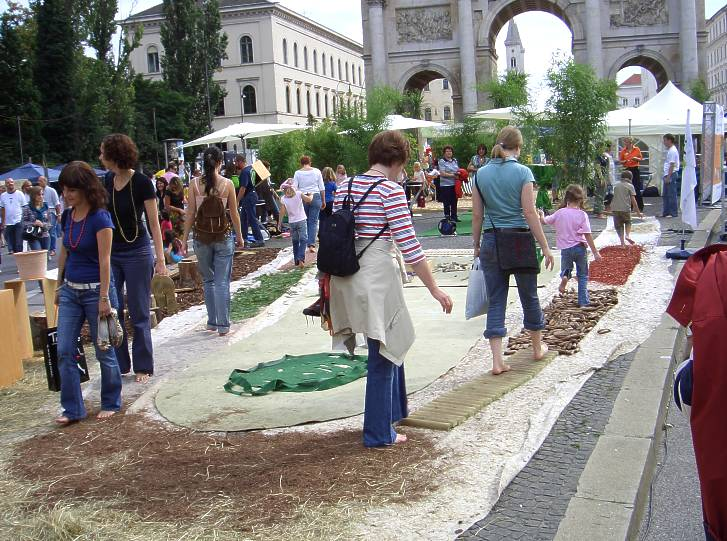
Parcours pieds nus provisoire organisé lors du festival Streetlife de Munich en 2006.

Un sentier pieds nus (également appelé parcours pieds nus ou parc pieds nus) est un itinéraire pédestre spécialement conçus pour permettre aux personnes qui sont habituellement chaussées de pouvoir pratiquer la marche pieds nus en sécurité.
Ces sentiers peuvent avoir une longueur variable et proposer différentes textures de sols. Ils sont souvent réalisés dans un but de promotion de la santé, de l’activité physique, le rapprochement avec la nature ou simplement de créer des attractions originales pour des événements ou du tourisme.

## Différents types de sentiers

### Sentiers provisoires
Il s'agit d'installations provisoires, destinées à la découvertes de textures sur lesquels les visiteurs peuvent marcher dessus. À cette fin, les matériaux sont placés sur des toiles non tissées ou du carton.

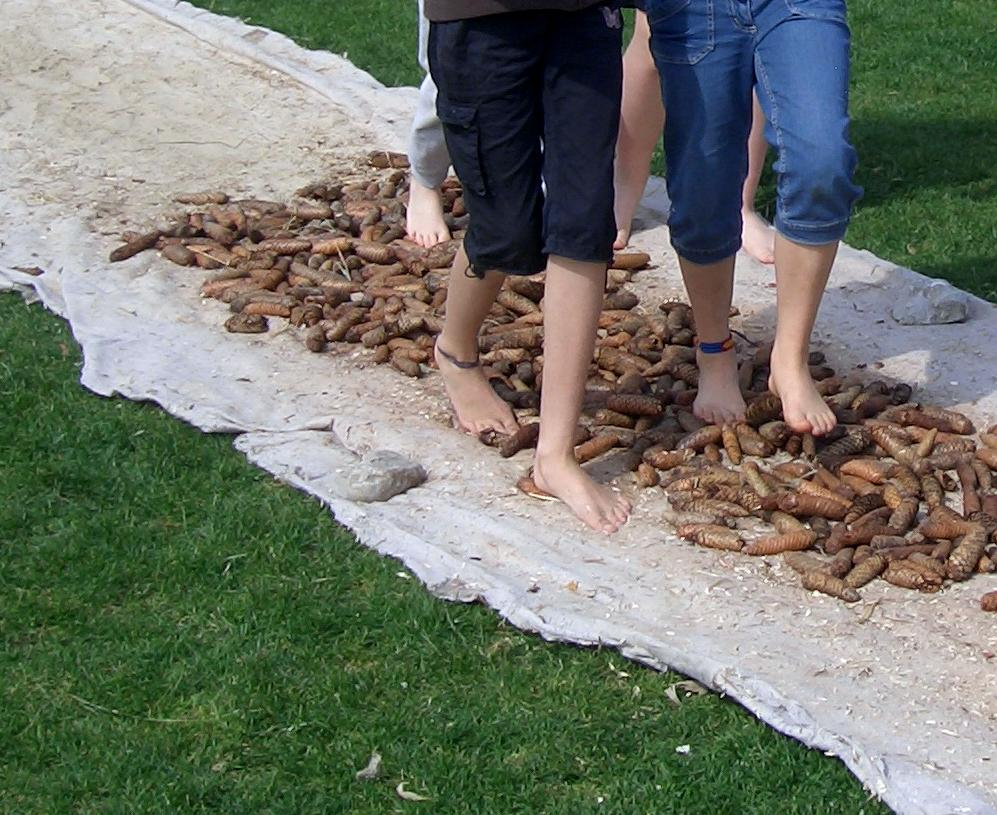
Sentier pieds nus recouvert de pommes de pin (cônes).

En 2023, la commune de Montaigut-sur-Save organise pour fêter la forêt au cœur de Bouconne un parcours pieds nus.

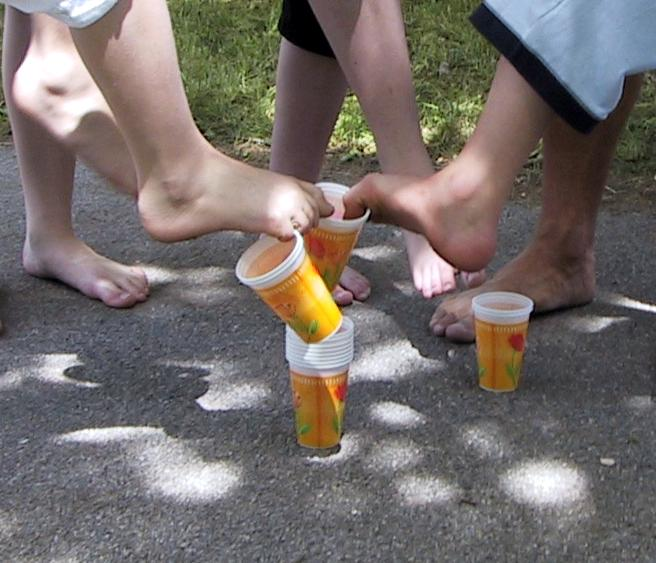
Exemple d'exercice de gymnastique des pieds.

### Parc pieds nus
Il s'agit d'installations permanentes qui restent ouvertes une grande partie de l'année.

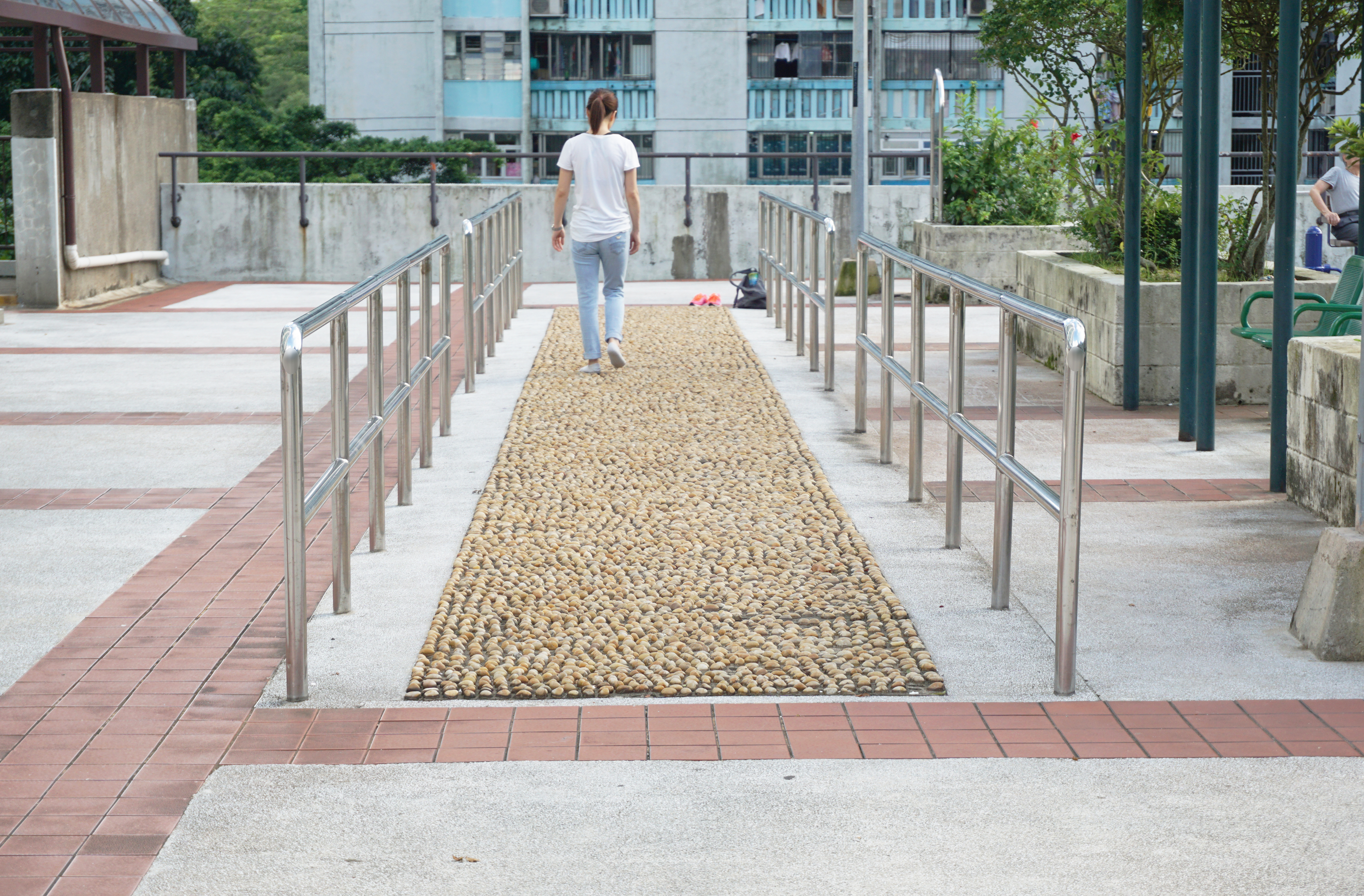
Parcours pieds nus à

Les parcs pieds nus sont parfois créés en complément d'installations thermales.

### Sentiers «Kneipp»
Certains sentiers pieds nus se réclament des thérapies mises en avant par Sebastien Kneipp.

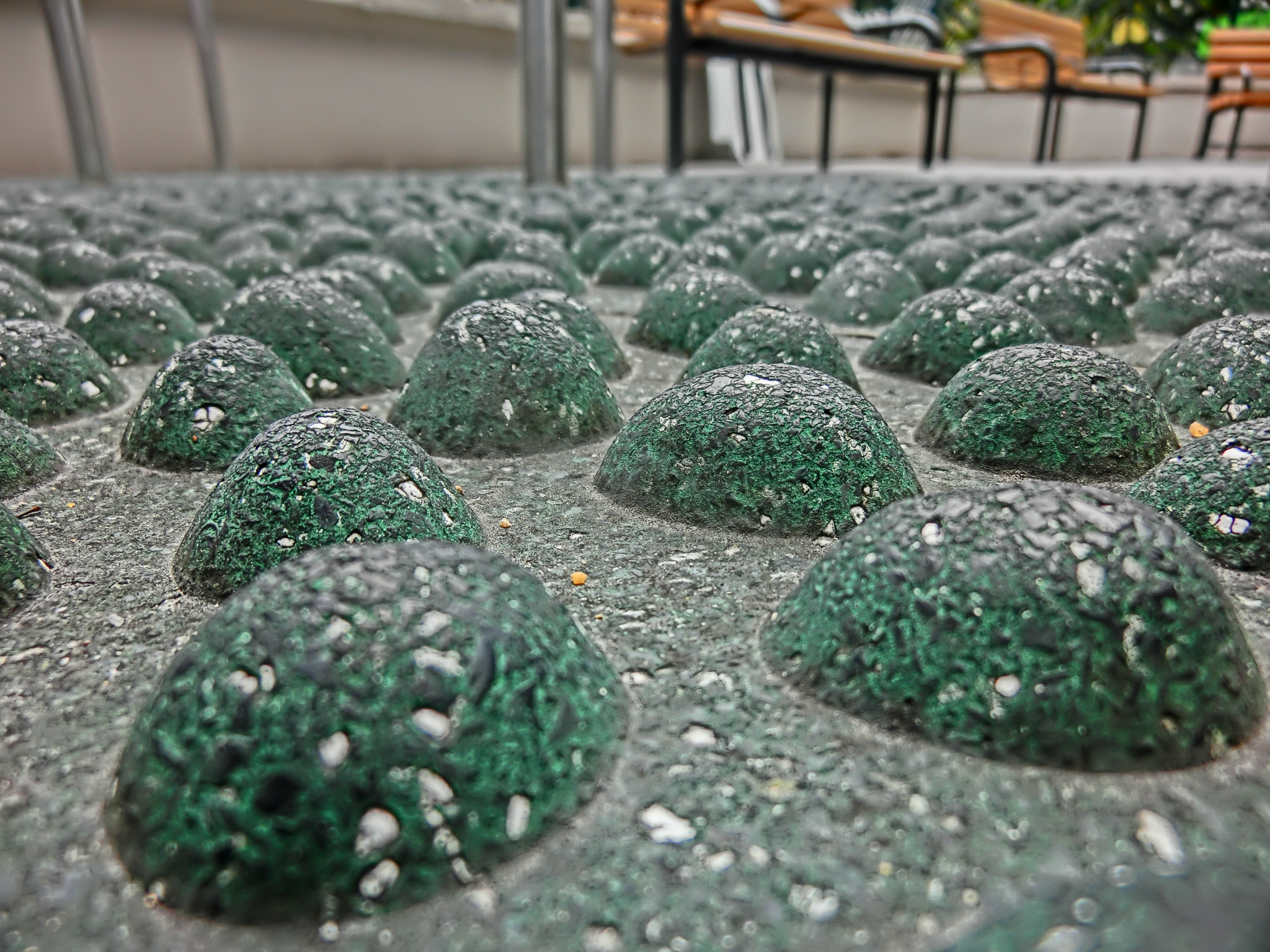
Détail d'un sentier pieds nus à Hong Kong : les galets sont là pour masser les pieds.

## Activités proposées
Les parcs pieds nus comprennent généralement plusieurs matériaux au niveau du sols pour permettre aux visiteurs de ressentir différentes textures sous leurs pieds. Ainsi, la sensation de bois, de pierres, de paillis d’écorce, de pelouse, d’argile, de boue et d’eau sont souvent présentes.
Ils peuvent aussi patauger dans de l'eau, de la boue ; et d’exercer la gymnastique des pieds, l’équilibre et l’escalade. Ces exercices peuvent permettre de former la concentration, renforcer le système musculo-squelettique ainsi que le système immunitaire. 

## Entretien
Un critère essentiel doit être un entretien et un entretien réguliers qui excluent le risque de blessure pour les visiteurs et maintiennent le système dans un état propre.

## Dans le monde

### Allemagne

#### Bade-Wurtemberg

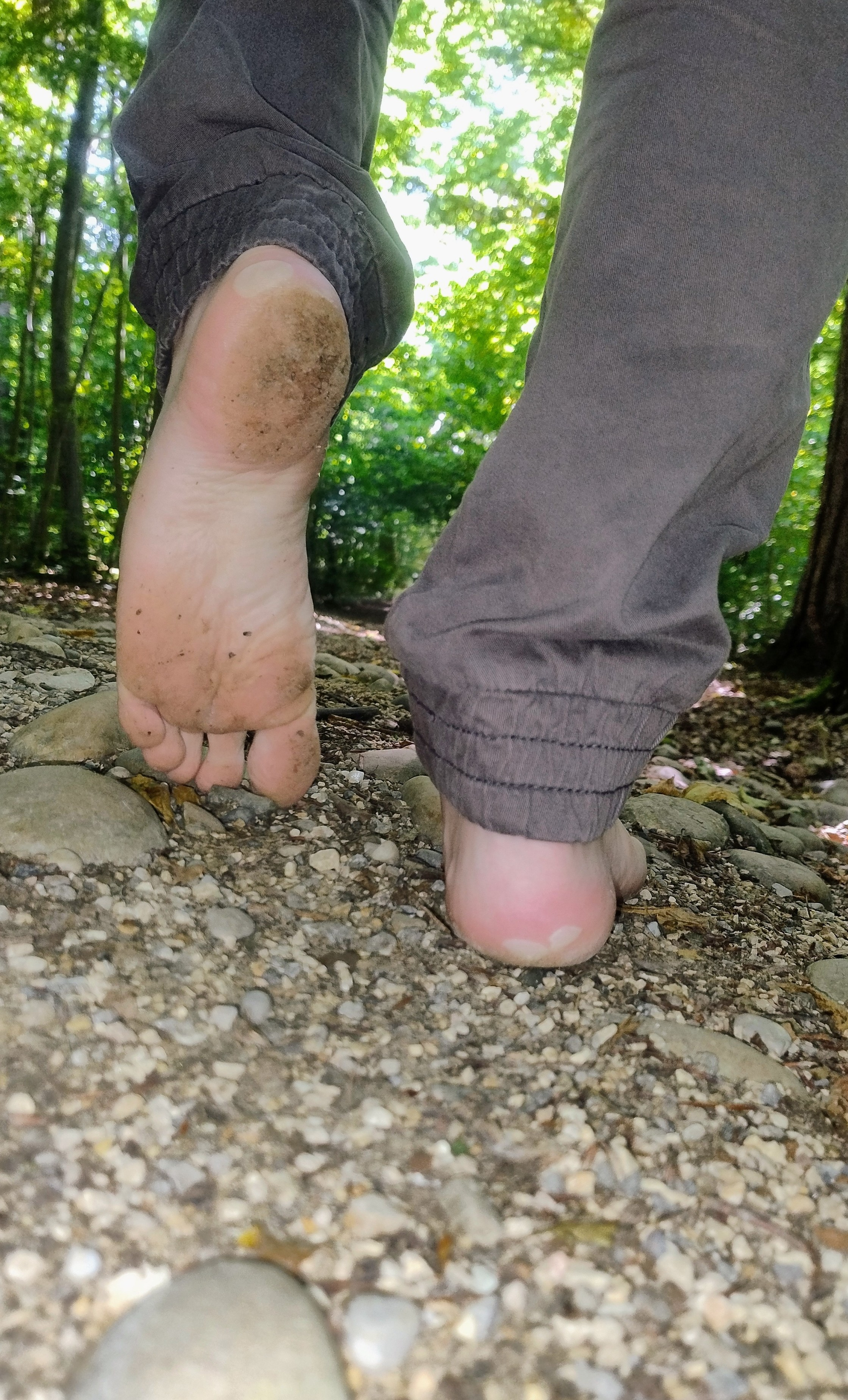
Une personne marche pieds nus sur du gravier sur un sentier pieds nus dans le Bade-Wurtemberg

- Dornstetten[6],[7] ;
- Gutach[8] ;
- Ötisheim[9] ;
- Zell-Weierbach[10] ;
- Tieringen[11] ;
- Hechingen[12] ;
- Bad Bellingen[13] ;
- Creglingen[14] ;
- Todtnau[15] ;
- Bad Säckingen[16].

#### Bavière
- Taching am See[17] ;
- Bad Bayersoien[18] ;
- Mittenwald[19] ;
- Bad Wörishofen[20] ;
- Windelsbach[21] ;
- Spalt ;
- Benediktbeuern[22].

#### Brandebourg
- Bad Belzig[23] ;
- Beelitz-Heilstätten[24] ;
- Gerswalde[25] ;
- Dannenwalde[26].

#### Hessen
- Bad Orb[27] ;
- Hofbieber[28] ;
- Bad Schwalbach[29] ;
- Bad Endbach[30].

#### Mecklenburg-Vorpommern
- Rostock[31]

#### Niedersachen
- Oederquart[32] ;
- Egestorf[33],[34] ;
- Nienhagen[35] ;
- Harkebrügge (de)[36] ;
- Silberborn (de)[37] ;
- Uslar[38] ;
- Merzen[39] ;
- Bad Bodenteich[40].

#### Nordrhein-Westfalen
- Schermbeck[41] ;
- Hamm[42] ;
- Havixbeck[43] ;
- Elten[44] ;
- Lienen[45] ;
- Repelen (de)[46] ;
- Rothaarsteig (de)[47].

#### Rheinland-Pfalz
- Bad Sobernheim[48] ;
- Ludwigswinkel[49] ;
- Hillesheim[50] ;
- Schillingen[51] ;
- Thalfang[52] ;
- Sankt Martin[53].

#### Saarland
- Waldhölzbach (de)[54]

#### Sachsen
- Burgstädt[55] ;
- Erlbach (Vogtland)[56].

#### Schleswig-Holstein
- Hasselberg[57] ;
- Todesfelde[58].

#### Thüringen
- Frankenheim/Rhön[59] ;
- Georgenthal[60].

### Autriche
La ville de Reuttle possède un sentier pieds nus.

### Belgique
Plusieurs sentiers pieds nus sont ouverts en Belgique,.

### Corée du Sud
La ville de Séoul possède 158 sentiers pieds nus.

### France

#### Établissements scolaires
Certaines écoles maternelles primaires, ainsi que des aires de jeux pour enfants proposent des parcours sensoriels pour leurs élèves. Il y a par exemple : l'école maternelle Charles Boutard de Tours, celle de Villeneuve-sur-Lot, la ville de Matzenheim, ou l'école maternelle de Brignoles.
Il existe aussi des projets pédagogiques portés par des écoles dans des jardins publics.

#### Tourisme
Il existe des sentiers pieds nus accessibles aux touristes dans des villes ou à l'extérieur,,,,,.

##### Bas-Rhin
- Muttersholtz[76]
- Offwiller[77]

##### Cantal
Le jardin de Saint-Martin à Ruynes-en-Margeride propose un parc pieds nus parmi différentes activités. 

##### Haut-Rhin
- Hirtzfelden[79] ;
- lac Blanc[80] ;
- Ungersheim[81]

##### Haute-Savoie
La Ferme de Chosal à Copponex possède son propre sentier pieds nus.

##### Hautes-Pyrénnées
- Montgaillard[83]

##### Ille-et-Vilaine
- Bréal-sous-Montfort[84]

##### Loire
- Violay[85]

##### Loir-et-Cher
- Valloire-sur-Cisse[86]

##### Meuse
- Érize-Saint-Dizier[87]

##### Puy-de-Dôme
- Prabouré[88]

##### Pyrénées-Atlantiques
- Pau[89],[90]

##### Var
- Flassans-sur-Issole[91]

### Israël
Israël possède différents sentiers pieds nus dont celui de Manara Cliff,,,.
Il existe des écoles proposant des sentiers pieds nus à leurs élèves.

### Luxembourg
- Medernach[97]

### République Tchèque

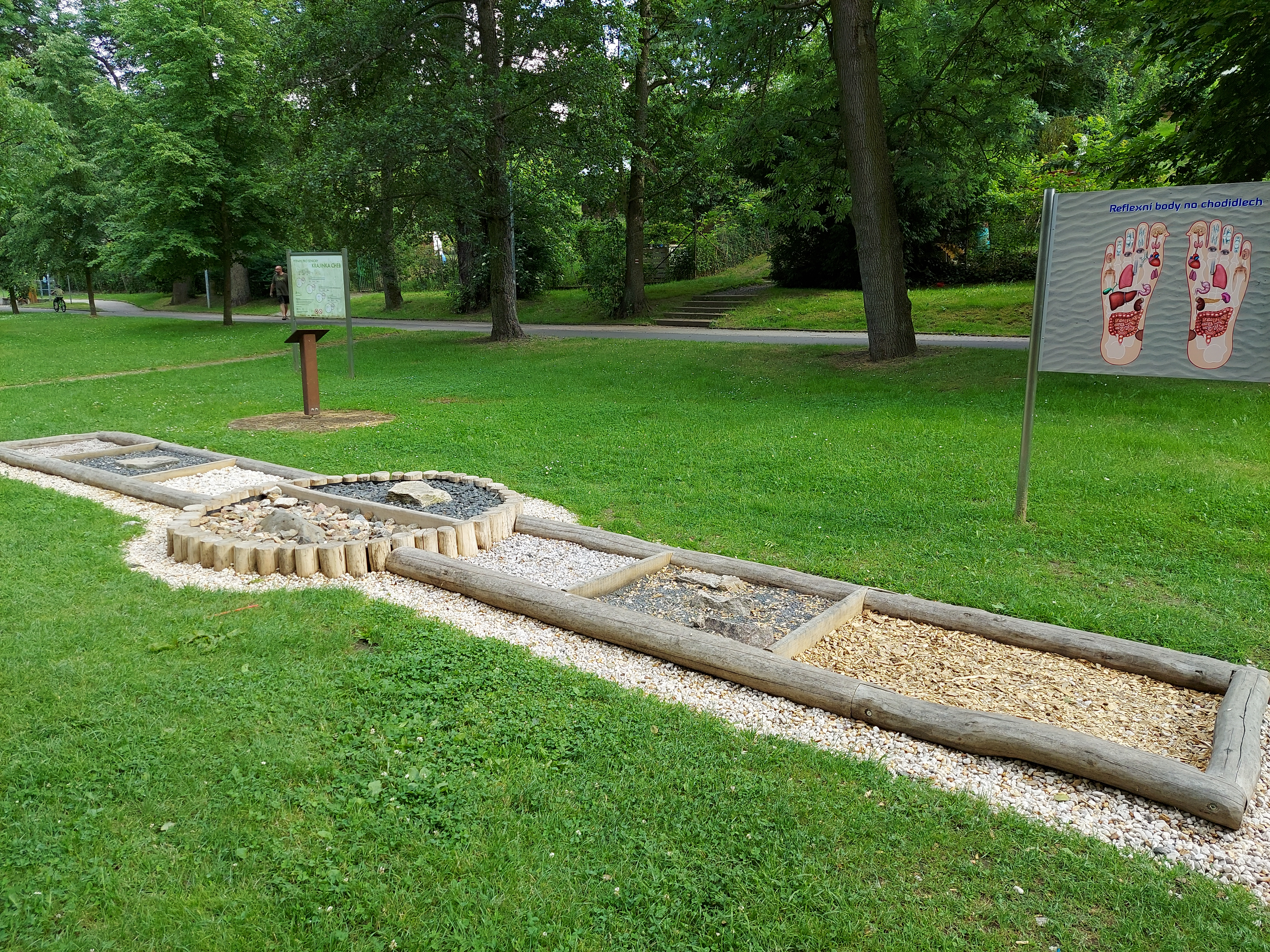
Parcours aménagé pieds nus à Cheb.

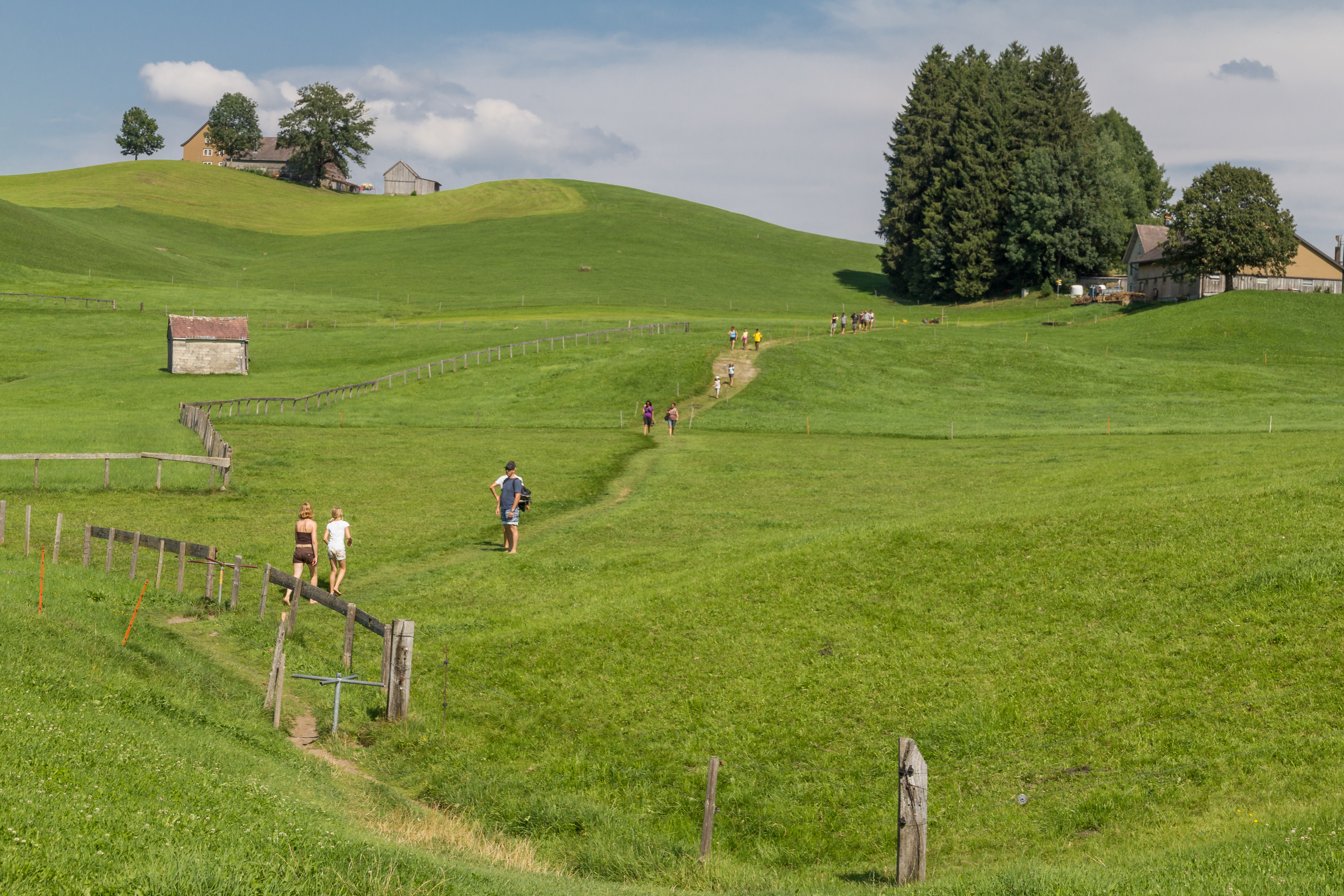
Sentier pieds nus dans le district de Gonten.

Différents parcours pieds nus sont proposés. Il peut aussi bien s'agir de parcours organisés en villes, dans la nature où dans des parcs spécialisés.
Le village de Valtice en possède un.

### Royaume-Uni
Il existe un sentier pieds nus dans le comté de Gwynedd.

### Suisse
La Suisse possède sur son territoire plusieurs sentiers pieds nus,,,. Certains se réclament de la thérapie mise en avant pas Sebastian Kneipp.